# Лойтер, Эфраим Борисович
Эфраим Борисович (Эфроим Борухович) Лойтер (3 декабря 1889, Бердичев, Киевская губерния, Российская империя — 10 декабря 1963, Москва, СССР) — еврейский советский режиссёр, театральный педагог, театральный критик, театральный деятель. Заслуженный артист Узбекской ССР (1943).

## Биография
Родлися в 1889 году в Бердичеве, где его отец Бурех Фроимович Лойтер владел магазином готового платья. Печататься начал в 1906 году в газете «Северо-Западный Голос» (Вильна). С 1910 года начал выступать как театральный критик. В 1912 году вышли на идише его очерки и легенды об участии евреев во французско-русской войне 1812 года. В 1919 году Лойтер — один из организаторов, руководителей и режиссёров еврейской театральной студии «Культур-лига» (Киев — Москва). Это было первое учебное заведение подготовки актёров для еврейского национального театра. Опеку над студией взяла влиятельная еврейская организация «Культур-Лига» . В 1921 году вместе со студией переехал в Москву.
Во время учебы в 1922 году студия под руководством Э. Лойтера показала сатирическое представление по мотивам пьес европейских авторов. Позже Ефраим Лойтер переехал в Баку, где организовал еврейскую национальную студию.
В 1925 году коллегия Наркомоса РСФСР приняла решение о создании в Харькове Всеукраинского государственного еврейского театра (ГОСЕТ). Лойтер был приглашён на должность директора и руководителя театра. Основу театра составили студийцы «Культур-Лиги». Сценическую деятельность театра положил спектакль «Пурим-шпиль», премьера которого состоялась 6 декабря 1925 года. В 1928 году театр из-за критики своих постановок прекратил деятельность. Его также упрекали в неумении организовать массового зрителя и низкую посещаемость спектаклей.
С 1929 по 1935 год Э. Лойтер преподавал в студии Московского еврейского театра, а с 1933 по 1935 год совмещал эту работу с преподавательской деятельностью в ГИТИСе.
В 1935 году возглавил Одесский еврейский театр. К моменту его руководства театр достиг наивысшего развития. Прочное место в репертуаре одесского ГОСЕТа заняли спектакли по произведениям Шолом-Алейхема («Стемпенюс либе», «Клад Наполеона», «Блуждающие звезды»), Я. Гордина («Миреле Эфрос»), А. Гольдфадена («Ни бэ, ни мэ», «Колдунья»), И.-Л. Переца («Сёстры»). Успехом, пользовались спектакли на современную тему: «Разлом» Б. Лавренёва, «Шестеро любимых» А. Арбузова, «Семья Оппенгейм» Л. Фейхтвангера. Западноевропейская классика была представлена «Овечьим источником» и «Собакой на сене» Лопе де Вега, «Мадам Бовари» Г. Флобера, «Хозяйкой гостиницы» К. Гольдони, русская классика — «Без вины виноватыми» А. Островского, украинская — пьесой М. Кропивницкого «Мироед, или паук». Э. Лойтер постоянно работал с молодыми еврейскими писателями. По его инициативе прозаик Н. Лурье сделал для театра инсценировку романа Горького «Мать», а поэт А. Губерман попробовал свои силы в драматургии — его пьеса «Девушка из Москвы» с успехом шла на сцене многих театров.
Одновременно с работой в ГОСЕТе Э. Б. Лойтер осуществил ряд этапных постановок в Одесском украинском театре.
Работу прервала Отечественная война. В 1941—1945 годах снова преподавал в ГИТИСе. С 1945 года до ликвидации в 1949 году работал в Одесском еврейском театре. После этого работал в русских и украинских театрах.

## Семья
- Брат — Наум Борисович (Нухим Борухович) Лойтер (1891—1966), режиссёр и сценарист еврейского театра на идише[1].
- Дочь — Вигдария Эфраимовна Хазанова (1924—2005), искусствовед и историк искусства.